# Raul Rojas
Raul Rojas (ur. 5 listopada 1941 w San Pablo, zm. 20 maja 2012) – amerykański bokser, były zawodowy mistrz świata wagi piórkowej (do 126 funtów) organizacji WBA.
Karierę zawodową rozpoczął 15 stycznia 1963. Do grudnia 1964 stoczył 24 walki, z których 23 wygrał i 1 zremisował. 
7 maja 1965 otrzymał szansę walki o tytuły mistrza WBC i WBA w wadze piórkowej, których posiadaczem był Meksykanin Vicente Saldívar. Przegrał przez techniczny nokaut w piętnastej rundzie i była to jego pierwsza porażka w karierze zawodowej. Po wygraniu dziesięciu kolejnych walk stanął do pojedynku o wakujący, po rezygnacji Vicente Saldívara, tytuł mistrza WBA. 28 marca 1968 w Los Angeles pokonał jednogłośnie na punkty Kolumbijczyka Enrique Higginsa i został nowym mistrzem świata. W czerwcu przegrał z Japończykiem Shōzō Saijō jednak stawką pojedynku nie był tytuł mistrzowski. Do rewanżu doszło 27 września w Los Angeles. Ponownie na punkty wygrał Japończyk i to on stał się posiadaczem mistrzowskiego pasa.
Karierę kontynuował bez większych sukcesów. 27 września 1970 przegrał przez nokaut w piątej rundzie pojedynek z Japończykiem Yoshiaki Numatą o tytuł mistrza WBC w wadze junior lekkiej, a 12 grudnia stoczył ostatnią walkę w karierze. 